# Gare de Lanquesaint
La gare de Lanquesaint est une ancienne halte ferroviaire belge de la ligne 94, de Hal à Tournai (frontière) située à Lanquesaint, section de la ville d'Ath, en région wallonne dans la province de Hainaut.
Elle est mise en service en 1949 par la Société nationale des chemins de fer belges et disparaît en 1984.

## Situation ferroviaire
Jusqu'à sa fermeture en 1984, la gare de Lanquesaint se trouvait au point kilométrique (PK) 34,4 de la ligne 94, de Hal à Tournai (frontière), entre la gare fermée d'Isières et la gare d'Ath.

## Histoire
Le point d'arrêt de Lanquesaint est ouvert le 15 mai 1949 par la Société nationale des chemins de fer belges (SNCB) sur une section de la ligne 94 en service depuis 1866. L'arrêt ne se trouvait pas à proximité immédiate d'une route mais le long d'un sentier, rebaptisé sentier du point d'arrêt, lequel existe toujours.
Il n'y avait pas de bâtiment sur le site en dehors des deux abris du quai. Une petite ferme faisait directement face aux quais ; elle a été détruite dans un incendie le 27 janvier 2016, un nouveau bâtiment l'a remplacée depuis, début 2022, elle semble encore visible sur Streetview.
La SNCB, arguant du déclin du trafic des voyageurs, prévoit en 1982 de supprimer la plupart des gares de la ligne 94. Elles disparaissent avec l'instauration du plan IC-IR, le 3 juin 1984. Afin de moderniser la ligne, faisant disparaître une section sinueuse abondante en passages à niveaux, un nouveau tracé entre Marcq et Ath est mis en service le 29 septembre 1985 ; l'ancien tracé n'est pas complètement démonté, la section d'Ath à Ghislenghien, remise à simple voie, reste utilisée pour la desserte marchandises du zoning de Ghislenghien sous le nom de ligne industrielle 287.
En dehors du chemin longeant la ferme, aucun vestige du point d'arrêt de Lanquesaint ne subsiste.